# Saxifraga opdalensis
Saxifraga opdalensis là một loài thực vật có hoa trong họ Saxifragaceae. Loài này được Blytt miêu tả khoa học đầu tiên năm 1892.